# 南津島駅
南津島駅（みなみつしまえき）は、かつて愛知県津島市にあった、名古屋鉄道尾西線の駅。
尾西線の日比野駅 - 津島駅に存在した駅である。

## 歴史
- 1924年（大正13年）10月1日 - 尾西鉄道により、日比野駅・津島駅間に、下構駅として開業。
- 1925年（大正14年）8月1日 - 買収により名古屋鉄道尾西線の駅となる。
- 1926年（大正15年）1月20日 - 南津島駅に改称[1]
- 1944年（昭和19年） - 休止。
- 1969年（昭和44年）4月5日 - 廃駅。

## その他
- 駅跡は津島市東洋町にある踏切付近。
- 開業当初の駅名は、かつての津島五ヶ村の「下構村」[2]に由来する。